# Anillo de tucum

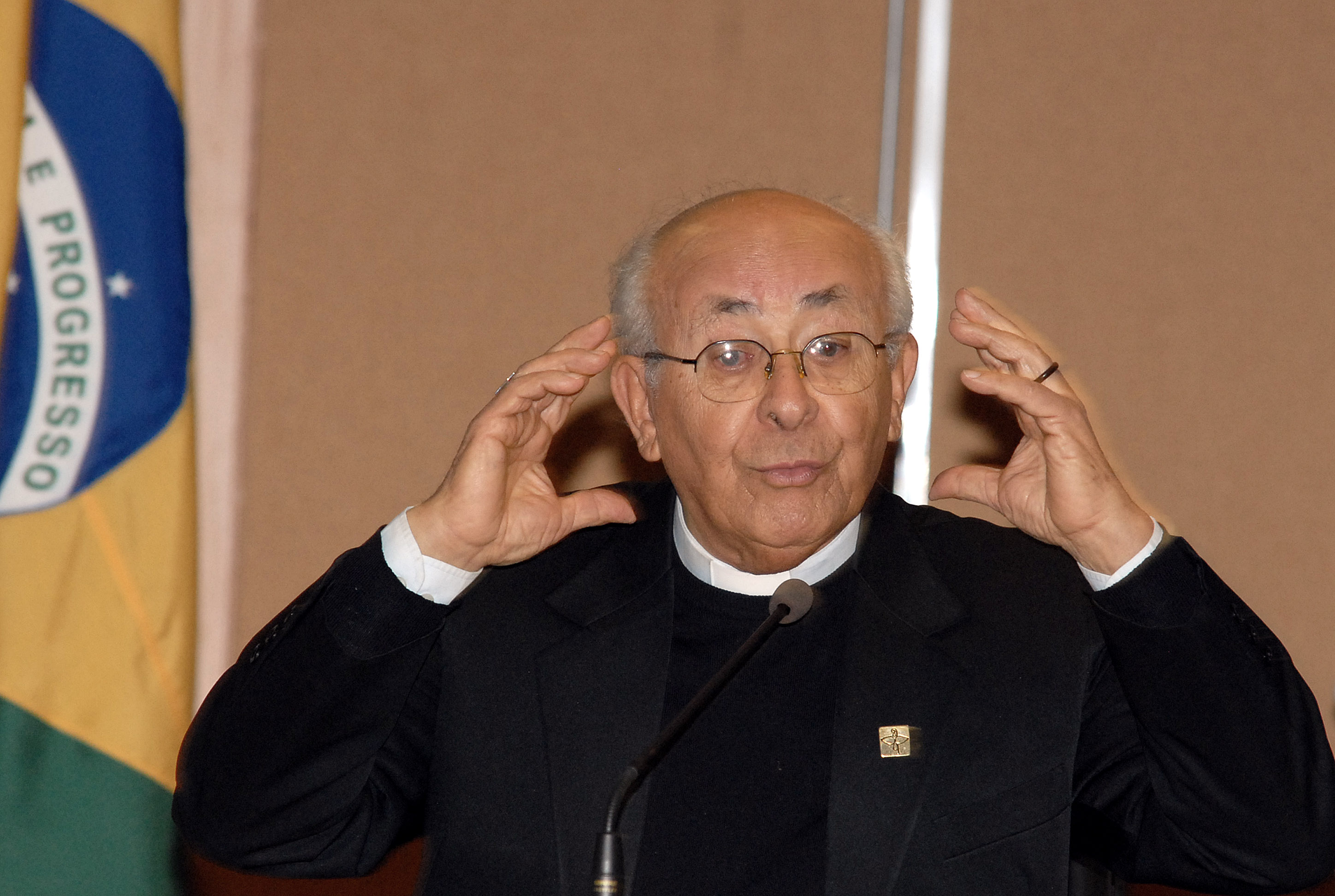
Tomás Balduino, un obispo de Brasil conocido por su trabajo con los nativos y el Movimiento de los Trabajadores Sin Tierra, con el anillo en la mano izquierda.

El anillo de tucum (en portugués: anel de tucum) es un anillo de color negro elaborado con la semilla de Astrocaryum vulgare, una palmera nativa de la selva amazónica. Lo usan los cristianos en Brasil, especialmente los católicos, como símbolo del compromiso de sus iglesias con los pobres.
El anillo se originó en el imperio brasileño, cuando los miembros de la élite gobernante usaban ostentosamente joyas hechas de oro y otros metales preciosos para hacer alarde de su riqueza y poder. Los esclavos afrobrasileños y los brasileños nativos, incapaces de pagar esos metales para hacer sus propias joyas, crearon el anillo de tucum para simbolizar el matrimonio, la amistad y su lucha por la liberación. Era un símbolo clandestino cuyo significado solo ellos entendían.

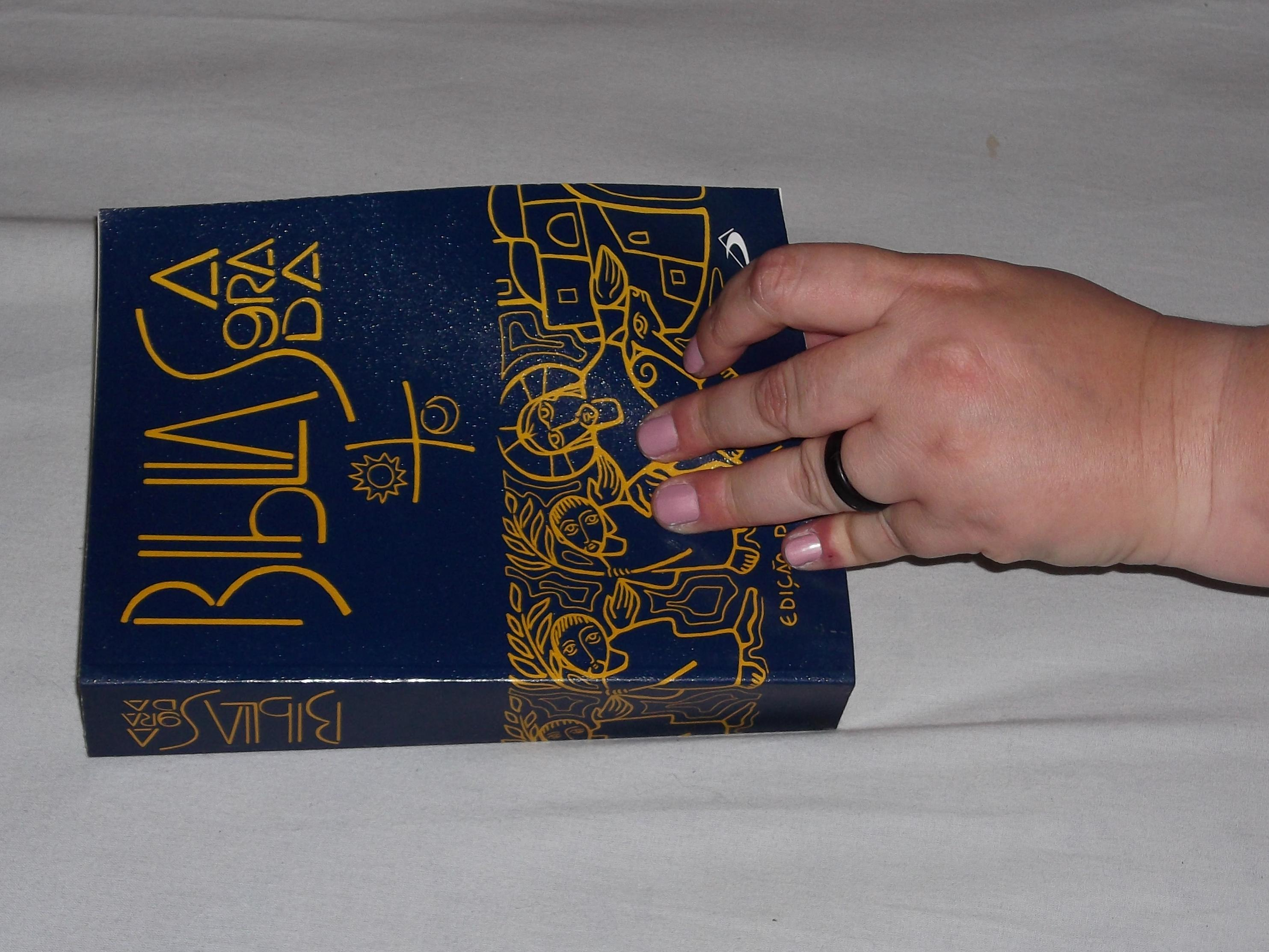
Anillo de tucum junto a una edición en portugués de la Biblia.

Más recientemente, el uso del anillo de tucum fue revivido por cristianos vinculados a la teología de la liberación, con el fin de simbolizar la alianza de sus iglesias con los pobres y oprimidos de América Latina, especialmente por los católicos después del Concilio Vaticano II y los Consejos Episcopales Latinoamericanos de Medellín y Puebla.

En 1994, el anillo de tucum fue objeto de un documental del mismo nombre dirigido por Conrad Berning. En la película, el obispo católico Pedro Casaldáliga, uno de los entrevistados, dijo lo siguiente sobre el uso del anillo: 
Este anillo está hecho de una palmera en el Amazonas. Es un signo de alianza con la causa indígena y con causas populares. Quienes llevan este anillo tomaron estas causas como propias. Y sus consecuencias. ¿Usarías el anillo? Mira, esto te compromete, ¿sabes? Muchos, debido a este compromiso, fueron asesinados.